# Mass-media
Acest articol se referă la mediile de comunicare de mase; pentru alte semnificații ale cuvântului „mediu” v. Mediu (dezambiguizare).

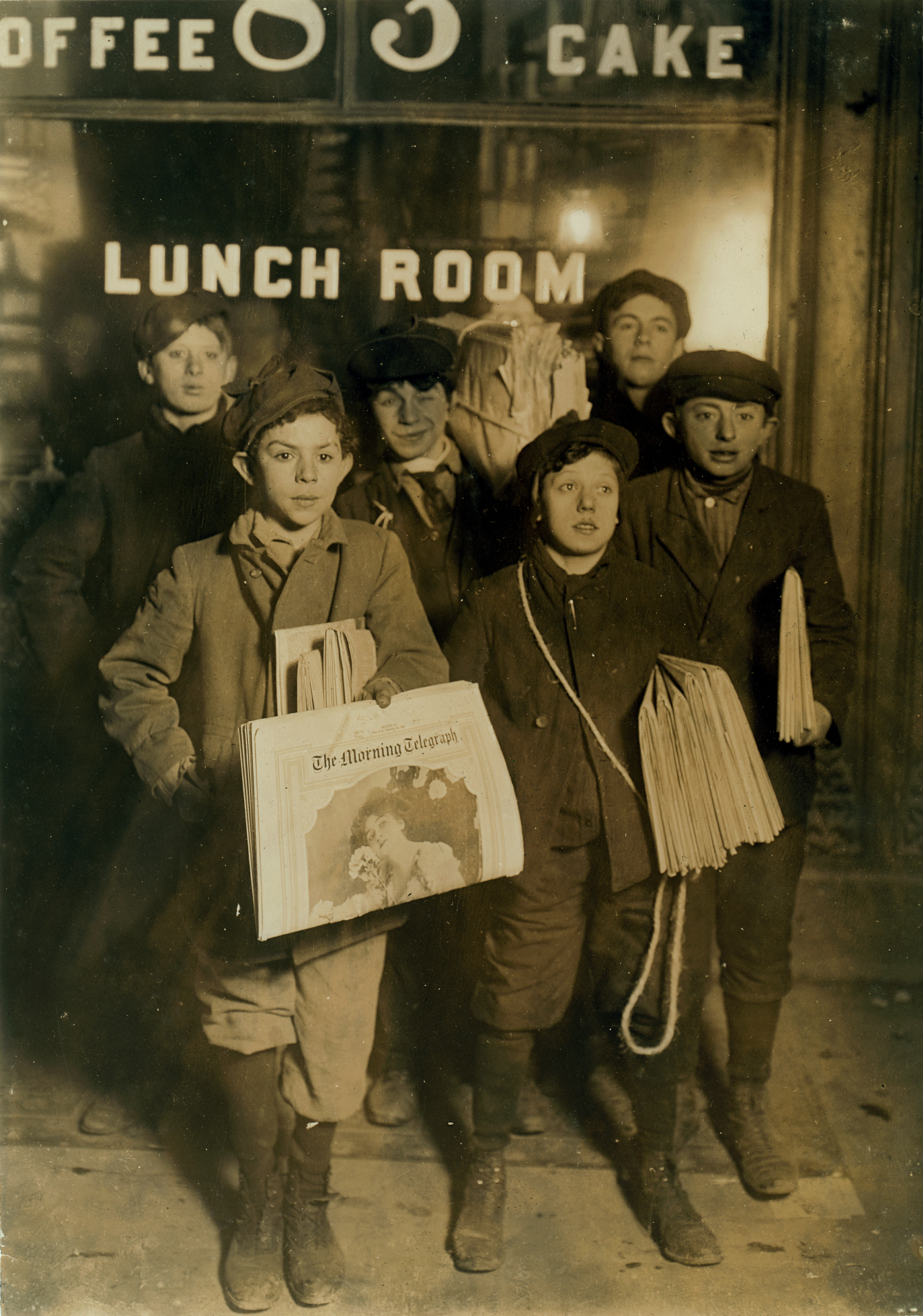
Copii în New York, vânzând ziarul Morning Telegraph (1908)

Termenul mass-media, uneori formulat ca media, este o expresie în engleză la plural, care a fost preluată și în română, având traducerea și semnificația „medii (de comunicare) de masă”. 
Cuvântul se poate folosi eventual și la singular, când se spune în engleză medium și în românește „un mediu”. De exemplu: „Pentru a face reclamă, compania Xyz utilizează ca mediu de mase în special radioul.”. Pe de altă parte, atunci când se folosește pluralul media, se scrie de exemplu „... în mass-media românești ...”.
Media (sau: mediile de mase) cuprind toate sursele/mediile de informație publice care ajung la un număr foarte mare de persoane, ca de exemplu televiziune, radio, internet, presă inclusiv aparițiile periodice ca ziare, reviste sau foiletoane. Aceasta presupune că produsul respectiv este ușor de obținut și are un preț accesibil pentru toate grupurile sociale.

## Clasificarea mediilor
Mijloacele de comunicare în masă pot fi clasificate după următoarele criterii:
- modul de vehiculare a informației, de ex. mijloace scrise (ziarele, revistele), mijloace audiovizuale (radioul, televiziunea) ș.a;
- gradul de noutate și de complexitate, de ex. mijloace tradiționale (ziarele, radioul), mijloace moderne (televiziunea, Internetul, complexe multimedia).
- periodicitatea apariției, de ex. numere zilnice, săptămânale, lunare.

## Funcțiile mediilor de comunicare
Mediile au un important rol în societate, concretizat prin următoarele funcții:
- transmiterea informației,
- formarea, influențarea și manipularea opiniei publice,
- educație,
- divertisment ș.a.

## Teorii privind influența mass-media
Începând de la teoria lui Lippmann, teoria cultivării, a dependenței, a stabilirii ordinii de zi, a spiralei tăcerii, etc – toate acestea relevă modul în care mass media influențează comportamentele, fie direct sau indirect, pe termen lung sau mediu. E. Noelle-Neumann apreciază că există un procent de circa 20 % de indivizi care își exprimă convingerile cu fermitate chiar și dacă acestea sunt contrare opiniei dominante. (Gabriel A. Almond, Sidney Verba, 1996).
Cele mai importante evenimente interne sau externe, despre care marea majoritate dintre noi are opinii formate extrem de puternice, ne-au fost aduse la cunoștință de către mass-media. De aici și ușurința cu care mass-media poate influența judecățile de valoare și, prin urmare, alegerile pe care oamenii le fac sau deciziile pe care ei le pot lua în urma lor. 
În funcție de evenimentele prezentate în buletinele de știri, în presa scrisă, la radio, etc., oamenii își organizează viața. Oamenii depind de mass-media pentru a fi informați, iar cei care știu cum să profite de acest lucru, câștigă o mare parte din audiența publică. În primul rând, toate aceste forme moderne, modele ale comunicării în masă, acționează asupra minții omului în general, probabil televiziunea fiind cea mai utilizată formă a comunicării în masă, căci “audiența” se rotunjește la un număr extrem de ridicat.
Teoreticienii sunt de acord că presa și celelalte mass-media au efecte asupra indivizilor, grupurilor, instituțiilor și maselor, modelând personalitatea umană sub aspect cognitiv, afectiv și comportamental. 
Un model, numit spirala tăcerii, creat de cercetătoarea germană Elisabeth Noelle Neuman, imaginează efectele comunicării asupra individului în timp, ele împingând individul puțin și slab informat spre marginea unei spirale, în funcție de comunicarea la care are acces subiectul. Un alt model mai simplu este acela al fluxului în doi pași, care ia în calcul rolul liderului de opinie ca mediator între mass-media și individ. Primul pas este efectul mass-media asupra liderului, al doilea reprezentând influența acestuia asupra celorlalți indivizi audienți. 
Modelul “Agenda setting” este propus de o teorie care privește efectul mass-media ca forme de structurare a activității sociale propuse indivizilor în mod prioritar și acceptate de aceștia. Mass-media lansează, definește problemele publice și, prin aceasta, stabilește agenda cetățeanului și a omului politic.